# 雄性先熟
雄として成熟して繁殖に参加した後、雌に性転換して繁殖に参加することを、雄性先熟（ゆうせいせんじゅく）と言う。

## 動物の場合
性転換する魚類は、圧倒的に雌性先熟のものが多いが、雄性先熟の性転換を行う魚としてクマノミ類は有名である。

### 理由
クマノミ類は一夫一妻のペアで繁殖を行うため、ペアのうち身体の大きいほうが卵を多く作ることができる。従って、身体の大きいほうが雌になって繁殖する方がより多くの子孫を残すことができ、このような生態が進化したと考えられている。

## 植物の場合
種子植物において、ある花期のうちに、個体内の個々の花が雄から雌へと性表現を変えることを指す。すなわち、開花時点では雄しべのみが成熟して花粉を放出するが（雄性期）、やがて雌しべが成熟し花粉を受け取るようになる（雌性期）。性表現が変わる時期には、雌しべも雄しべも無い中性期を伴うこともある（例：ヤツデ）。
両性花（ひとつの花に雌しべと雄しべがある）の場合、個体内の個々の花で性表現が雄から雌へと変わるものもあれば、花序単位で性表現が変わる場合もある。単性花（雄しべと雌しべが別々の花に分かれている）をつける場合、まず雄花が咲き、そのあと雌花が開花する。性表現の変化が個体全体で同調することもあり、この場合は、同じ個体が雄株として振る舞った後で雌株として機能することになる。

### 雄性先熟の植物
一般に虫媒花で多く見られる。垂直的な花序を持つ植物では、花序の下方の花が先に咲くので、花序全体が開花している時は、下の花が雌性期・上の花が雄性期になる（先に咲いた花が早く性表現を変えるから）。花を訪れる昆虫（とくにハナバチ類）は花序の下から上へ向かって移動する傾向にある。この場合、他株の花からやって来たハチは、下の雌期の花に他株由来の花粉をつけ、上の雄期の花から花粉を運び出すことになる。このように、雄性先熟には他家受粉の機会を大きくする意義がある。